# Carlo Gregorio Rosignoli
Carlo Gregorio Rosignoli o Rossignoli (Borgomanero, 1631 – Borgomanero, 1707) è stato un gesuita e predicatore italiano.

## Biografia
Fu autore di numerose opere teologiche e ascetico-devozionali. Viene ricordato per le sue opere di carattere moraleggiante ed in particolare atte ad emendare dai “cattivi costumi”; esemplari sono le sue opere La Lingua Purgata ove individua i cattivi costumi nelle parlate oscene, blasfeme o irriverenti, così come ne La Pittura in Giudicio in cui vengono condannate le “immagini lascive”.

## Opere
- La Lingua Purgata overo Discorsi in emenda del parlare osceno, Bologna, Longhi, 1694.
- L'elettione della morte ouero la gran sorte di morir bene, o male in mano dell'huomo: discorsi del p. Carlo Gregorio Rosignoli della Compagnia di Giesu, Bologna, Longhi, [1693] data presunta.
- Notizie memorabili degli Esercizi Spirituali di S. Ignazio Fondatore della Compagnia di Giesù, raccolte e dedicate al reverendissimo Padre D. Gio. Battista Dall'Acqua Priore della Certosa di Carignano, e Conquistatore della Provincia di Lombardia...., Milano, Nella Stampe dell'Agnelli, 1694.
- La pittura in giudicio, ouero Il bene delle oneste pitture, e'l male delle oscene. Opera di Carlo Gregorio Rosignoli della Compagnia di Giesu, Bologna, Longhi, [1696] data presunta.
- Verità eterne, esposte in lezioni ordinate principalmente per li Giorni degli Esercizj Spirituali, Milano, Giuseppe Malatesta, 1699.
- Il Buon Pensiero esposto in alquante lezioni e dedicato al Relig.mo Capitolo della Insigne Collegiata di Borgomanero, Milano, Malatesta,1702.
- Vita, e virtù di D. Paolo Siu Colao della Cina, e di D. Candida Hiu Gran Dama Cinese... , Milano, Giuseppe Malatesta, 1700.
- Marauiglie di Dio ne suoi santi, auuenute nella nuoua cristianita dell'Indie, e d'altri Paesi idolatri, scelte dalle istorie di quei regni. Opera di Carlo Rosignoli della Compagnia di Giesu. Dedicata all'ill.mo e reu.mo Signore, il signore D. Michele Francesco Guerra ..., Milano, Giuseppe Pandolfo Malatesta, 5 vol. pubblicati tra 1698 e il 1705.